# Cá hổ ăn thịt người (phim 2010)
Cá hổ ăn thịt người là một bộ phim kinh dị 3D của Mỹ sản xuất vào năm 2010, được xem là phiên bản làm lại của bộ phim kinh dị hài cùng tên công chiếu năm 1978 và là một mục trong loạt phim Piranha. Trong kỳ nghỉ xuân tại hồ Victoria, một khu nghỉ mát nổi tiếng ở bang Arizona, một cơn địa chấn dưới lòng đất đã làm nứt đáy hồ và giải phóng hàng nghìn con cá piranha cổ đại khát máu ăn thịt người. Cảnh sát địa phương Julie Forester (Elisabeth Shue) phải hợp lực với gia đình và mọi người để giải cứu các cư dân đang vui chơi ở đó khỏi cuộc tàn sát của đàn cá săn mồi thời tiền sử.
Phim được đạo diễn bởi Alexandre Aja và có dàn diễn viên bao gồm Elisabeth Shue, Adam Scott, Jerry O'Connell, Ving Rhames, Steven R. McQueen, Jessica Szohr, Christopher Lloyd, Richard Dreyfuss, Dina Meyer, Kelly Brook, Riley Steele và Eli Roth. Phần tiếp theo, Piranha 3DD, được phát hành vào năm 2012. Cá hổ ăn thịt người nhìn chung nhận được những đánh giá tích cực, với các nhà phê bình phim ca ngợi đây là một bộ phim hạng B vui nhộn và giải trí.

## Nội dung
Vào một buổi trưa, một ông lão đánh cá tên là Matt Boyd đi câu cá ở hồ Victoria, bang Arizona. Đúng lúc đó xảy ra một trận động đất làm nứt đáy hồ, tạo ra xoáy nước và cuốn con thuyền của Matt xuống đáy. Một đàn cá piranha theo đó bơi lên. Trong lúc cố gắng khởi động lại động cơ chân vịt của con thuyền, Matt mất thăng bằng rơi xuống nước và ông ta bị hàng nghìn con cá hổ khát máu ăn thịt. Cách đó không xa, radio của thị trấn đưa tin rằng trận địa chấn vẫn không làm giảm số lượng người đến nghỉ xuân ở hồ Victoria. Jake Forester, một học sinh trung học vừa mới tốt nghiệp, đang trên đường đi đón em gái Laura tại lớp học kèn thì gặp hai người bạn cùng lớp Kelly và Todd Dupree. Jake bị Todd cùng bạn của anh ta chế nhạo và ném cốc nước vào người.
Trong lúc đó, Laura đang ngồi đợi Jake thì gặp Danni - một nữ diễn viên. Hai người nói chuyện làm quen vài câu thì Jake đến. Bộ ngực quyến rũ của Danni khiến Jake không thể rời mắt. Cùng lúc đó, Derrick Jones xuất hiện. Khi biết Jake là dân địa phương, Derrick nhờ Jake tìm giúp 1 địa điểm đẹp trên hồ vì hướng dẫn viên của anh ta không tới. Khi Derrick nghe điện thoại, Jake hỏi Danni đấy là ai và nhận được câu trả lời anh ta là đạo diễn phim. Jake hỏi Danni là diễn viên hay gì, Danni đáp: "Tôi là một Em Hoang Dại". Laura không hiểu ý nghĩa câu nói của Danni. Xong việc, Derrick hỏi Jake có đồng ý không, và Jake đã nhận lời. Derrick vui mừng và hẹn gặp 10 giờ sáng hôm sau. Laura nói mai anh ấy có việc bận thì Jake ngăn lại.
Tối hôm đó, Jake lên mạng tìm hiểu về Derrick và những video khiêu dâm của anh ta. Cảnh sát trưởng Julie Forester là mẹ của Jake vào phòng và hỏi rằng Laura nói là có thể Jake sẽ có kế hoạch gì đó khác vào ngày mai. Không muốn mẹ biết chuyện, Jake nói dối rằng mình sẽ làm bảo mẫu nguyên ngày. Laura và em trai Zane không muốn như vậy, hai đứa trẻ xin mẹ nghĩ lại nhưng bị khước từ. Julie nói rằng nếu Jake không hoàn thành nhiệm vụ, cô sẽ xử lí Jake. Sau khi thảo luận, Julie gọi Jake xuống ăn tối. Đêm đến, Julie lái xe cảnh sát đi gặp đồng nghiệp là Cảnh sát phó Fallon. Fallon nói rằng lần cuối bà Maggie - vợ của Matt - nhìn thấy Matt là trước bữa trưa.
Sau đó, Maggie tìm Matt khắp khu hồ nhưng vẫn không thấy động tĩnh gì của ông ấy. Chiếc thuyền của Matt đã trôi dạt vào bờ. Hai người đi tới đó. Nhưng vì chiếc thuyền quá tầm với, Julie phải vươn người ra. Tấm gỗ mà cô đang đứng bị sập. Đang chới với thì thi thể của Matt chỉ còn là bộ xương nổi lên và chạm vào người Julie làm cô giật mình. Sau khi kéo thi thể lên bờ, hai người kiểm tra thì thấy đây không phải là một vụ tai nạn bình thường mà có thể là do axit hoặc bị ngâm nước quá lâu dẫn đến việc cái xác bị phân hủy. Julie đề xuất về việc rút cạn nước hồ, đóng cửa hồ và tiến hành kiểm tra nhưng Fallon phủ nhận và giải thích rằng du lịch là nguồn thu nhập chính của thị trấn này và đây cũng là điều bất khả thi vì có hàng trăm sinh viên cùng cư dân đang tận hưởng kỳ nghỉ xuân ở đây.
Sáng hôm sau, trên vách đá, một người đàn ông nhảy xuống hồ. Không may cho anh ta, có một đàn cá piranha đã chầu chực sẵn ở đó, chúng kéo đến và chỉ trong nháy mắt đã ăn thịt anh. Ở gần nhà, Jake thuyết phục Laura và Zane đang câu cá cho mình được ra ngoài. Hai đứa trẻ không đồng ý. Jake nói rằng sẽ cho tiền để hai chị em tự chơi. Laura đồng ý và đòi Jake 60 USD. Đến khu vực mọi người tập trung, Fallon yêu cầu một chàng thanh niên xả rác xuống hồ phải dọn cho bằng sạch. Trên bờ, Julie gặp Novak, Sam và Paula - ba thợ lặn chuyên nghiệp. Bốn người di chuyển đến vùng tâm chấn hôm qua để điều tra.
Đúng lúc đó, Derrick cùng với Danni, Crystal - một nữ diễn viên khác - và Andrew Cunningham - người quay phim - tập trung ở khu vực vui chơi. Hai nữ diễn viên mặc bikini, nhảy những điệu nhảy vô cùng khiêu gợi và quyến rũ khiến mọi người và cả Jake thích thú. Lúc Jake đang đến chỗ du thuyền thì gặp Kelly. Kelly nhìn thấy Danni và Crystal thì nói rằng đúng là những kẻ ngớ ngẩn. Đúng lúc đó, Derrick gọi Jake. Nhìn thấy Kelly, Derrick tới làm quen và mời Kelly nhập hội. Kelly đồng ý. Derrick nói với mọi người anh ta phải quay vài video và họ sẽ gặp nhau lúc 4 giờ chiều với cuộc thi Áo ướt hồ Victoria.
Ở nhà, Zane quyết định chèo thuyền đến hòn đảo gần đó. Laura ban đầu không đồng ý rồi cũng đi cùng. Trên du thuyền, Derrick, Kelly, Crystal cùng uống sâm panh mừng thành viên mới. Andrew giải thích với Jake lý do Derrick muốn đến đây. Danni đến bên Jake và dùng ánh mắt quyến rũ nhìn anh. Tới địa điểm đẹp, Kelly xuống bơi một mình trong khi Crystal và Danni bơi khỏa thân dưới nước. Jake vào bên trong du thuyền, Derrick và Andrew đang quay lại cảnh hai cô gái bơi tạo dáng khỏa thân. Jake đang xem thì có điện thoại của Julie gọi. Anh bắt máy nghe.
Julie muốn chắc chắn rằng Laura và Zane không chơi gần hồ hôm nay và nói sẽ về nhà sớm. Cúp máy, Jake không thấy Kelly đâu, anh sốt sắng liền nhảy xuống hồ tìm. Khi quay lại thì thấy Kelly đã ở trên du thuyền, đồng thời Danni và Crystal đã hoàn thành công việc. Ở chỗ của Laura và Zane, vì quên không buộc dây cố định mà thuyền của 2 đứa nhóc bị trôi ra giữa hồ. Hai chị em bị mắc kẹt trên đảo. Lo sợ Jake phát hiện, Laura nói rằng sẽ có người thấy chúng ta nhưng Zane bảo vô ích. Laura cởi dép, đi xuống hồ gọi giúp đỡ. Chiếc ca nô ở xa không nghe thấy tiếng cô bé, cô bé tiến xa hơn và giẫm phải 1 mảnh thủy tinh khiến chân bị chảy máu. Đúng lúc cô bé bước lên bờ thì có một con cá piranha ngửi thấy mùi máu liền bơi đến, nhưng Laura đã kịp lên bờ ngay trước khi con cá mò đến.
Lúc này, Julie cũng đến được tọa độ tâm chấn. Dựa trên tính toán, mọi người xác định được có một hang ngầm ở dưới đáy cái hồ này, và nó nối với đáy hồ thông qua 1 khe nứt. Sam và Paula lặn xuống. Đến cửa hang ngầm, Paula ở lại còn Sam bơi sâu vào bên trong để kiểm tra. Tiến vào, Sam nhìn thấy những chùm trứng cá trông khá kì lạ với những quả trứng to ngoại cỡ. Tò mò sờ thử thì có thứ gì đó xông đến cắn vào ngón tay anh ta. Khi bật pháo sáng lên kiểm tra thì hàng trăm con cá piranha bất ngờ hiện ra ngay trước mắt Sam, và ngay lập tức chúng xông vào ăn thịt anh. Không thấy Sam trả lời, Paula bơi vào xem thử chuyện gì đang xảy ra thì cô cũng bị lũ cá piranha ăn thịt luôn. Nhận thấy tình hình có vẻ không ổn, Novak lặn xuống kiểm tra thì đã quá muộn. Anh đưa thi thể Paula đã bị xé nát lên thuyền, kèm theo đó là một con cá piranha bị lôi lên cùng mà không kịp tẩu thoát.
Quay trở lại du thuyền, Derrick cùng mọi người tiếp tục quay những video khiêu dâm. Derrick rắc muối, đổ rượu lên người Crystal, liếm và ngậm lấy miếng chanh trong miệng cô. Sau đó, anh đề nghị Kelly cùng làm. Ban đầu, cô từ chối, Jake cũng nói không cần phải làm nhưng sau đó Kelly đồng ý. Xong việc, Derrick nói đến lượt Jake thì Danni gợi ý để Kelly thay thế Crystal. Hai người đổi chỗ, Derrick cũng rắc muối, đổ rượu và để Kelly ngậm chanh. Nhưng Jake chưa kịp ngậm lấy miếng chanh thì Kelly đã bất ngờ nôn mửa xuống hồ.
Trong lúc đó, Julie cùng Novak mang theo con cá ăn thịt mà họ vừa bắt được đến gặp ông Carl Goodman, một nhà sinh vật biển đã nghỉ hưu. Carl thả con cá vào bể nước, Novak hỏi đây có phải là cá piranha không. Carl khẳng định chắc nịch rằng loài cá piranha này đã tuyệt chủng hơn 2 triệu năm về trước, ông liền lấy ra một mẫu hóa thạch của loài cá này để chứng minh. Chính Carl cũng thắc mắc vì sao nó lại xuất hiện ở hồ Victoria. Novak nói rằng họ tìm thấy một hang ngầm nằm tách biệt dưới đáy hồ sau trận động đất hôm qua (tức là đàn cá piranha này bị giam cầm hoàn toàn dưới lòng đất trong suốt hơn 2 triệu năm cho đến khi xảy ra cơn địa chấn). Vợ của Carl thắc mắc làm cách nào chúng có thể tồn tại lâu dưới lòng đất mà không có thức ăn như vậy. Carl giải thích rằng chúng đã phải ăn thịt lẫn nhau để sinh tồn. Ông còn cho biết thêm rằng loài cá này săn mồi theo bầy đàn. Nếu như có đến hàng nghìn con thì hôm qua chính là lúc bữa tiệc đẫm máu của chúng bắt đầu.
Lúc này ở hồ, một cô gái đang chơi dù lượn bằng ca nô với bộ ngực trần. Từ trên du thuyền, Jake dùng máy quay phim để quay lại cảnh này. Derrick và Crystal chơi với nhau, Danni nằm tắm nắng, Kelly cảm thấy không khỏe và buồn nôn. Đang quay, Jake lia máy quay đến 1 hòn đảo nhỏ thì thấy Laura và Zane vẫy tay kêu cứu. Bực mình, anh hạ tay xuống. Derrick nhìn thấy, bảo Jake sẽ làm lỡ mất phút giây quan trọng nhưng Jake không quan tâm. Derrick bực mình, giành lấy máy quay và tự quay, hét lên giận dữ vì lỡ mất khoảnh khắc quay cận cảnh bộ ngực của cô gái kia. Jake nói mẹ mình là cảnh sát trưởng thì Derrick sững lại và nói hãy ghé thuyền vào đảo đón hai chị em lên thuyền.
Cô gái chơi dù lượn xong thì hạ xuống hồ. Một đàn cá piranha bám theo và tấn công cô. Cô kêu mọi người kéo cô lên nhưng đã quá muộn, chúng đã ăn mất đôi chân của cô. Quay trở lại địa điểm tập trung đông người, lúc này MC hỏi: "Hồ Victoria đã sẵn sàng quậy chưa?" và nhận lời tán thành. DJ mở nhạc, trên sân khấu các cô gái cùng khoe những bộ ngực đầy đặn và 1 nam thanh niên lấy vòi nước xịt vào họ. Julie trở về từ chỗ Carl, lo lắng cho mọi người nên tìm cách cảnh báo về sự xuất hiện của bầy cá piranha. Fallon nói bằng loa phóng thanh nhưng không ai nghe. Ông chĩa súng lên trời và bắn cảnh báo. Khi mọi người đã tập trung, ông thông báo Cảnh sát trưởng đã ban bố tình trạng khẩn cấp nhưng mọi người cười nhạo. Sau đó họ lần lượt nhảy xuống bơi mặc cho Fallon khuyên ngăn.
Andrew lái du thuyền vào hòn đảo. Laura và Zane thắc mắc tại sao Jake ở đây. Laura giải thích tất cả là lỗi của Zane. Jake giục hai đứa em lên thuyền rồi về nhà. Derrick kéo hai chị em lên thuyền với tâm trạng bực bội và nói họ phải ở bãi Canyon cách đây 1 tiếng để chuẩn bị cho sự kiện chính. Jake nói hãy tăng tốc và cảnh báo ra khỏi đây cẩn thận vì động cơ có thể va vào đá ngầm. Xuống khoang thuyền, Jake nhờ Kelly trông chừng hai đứa em của mình, không để chúng tới gần Derrick. Anh cũng bắt đầu nhận ra rắc rối nên nói với cô rằng sẽ bảo họ đưa bốn người về nhà. Lúc này xảy ra một tiếng động lớn làm rung chuyển chiếc du thuyền.
Jake hỏi vọng lên: "Vẫn ổn đấy chứ?". Zane nói: "Em nghĩ chúng ta đâm phải cái gì đấy". Chân vịt của du thuyền đã vướng vào một đám rêu và bị mắc kẹt. Derrick hỏi có chuyện gì, Andrew nói du thuyền có thể đã bị mắc kẹt. Derrick yêu cầu giải quyết nhanh. Danni và Crystal cho biết xung quanh du thuyền lúc này có rất nhiều đá ngầm. Nhìn xuống phần kính dưới khoang một lúc, Jake bảo hai em mình ngồi yên còn mình chạy lên boong. Derrick yêu cầu Crystal gọi Jake với giọng điệu tức giận, Jake tiến tới hỏi lại: "Sao ông không tự đi mà gọi?". Derrick vẫn còn khó chịu vì bị hụt mất cảnh quay nóng bỏng, cộng với việc du thuyền bị mắc kẹt đã khiến anh ta thực sự nổi điên. Anh ném chai rượu trong tay xuống hồ khiến Danni có phần sợ hãi. Derrick cố gắng bình tĩnh nói chuyện với Jake. Sau đó, anh lao đến bóp cổ Jake, đẩy Andrew ra và cố tăng tốc chiếc du thuyền, nhưng không có tác dụng.
Quay lại chỗ đám đông, Julie dùng loa phóng thanh yêu cầu tất cả mọi người lên bờ nhưng không ai nghe. Đàn cá piranha đã kéo đến chỗ mọi người đang bơi lội, chúng bắt đầu tấn công một người phụ nữ. Lúc này, mọi người mới hốt hoảng bơi vào bờ nhưng đã quá muộn. Rất nhiều người bị đàn cá tấn công, quang cảnh lúc này trở nên vô cùng hỗn loạn. Tất cả đều cố gắng chạy vào bờ. Một số người chạy lên sân khấu khiến nó bị lật. Dàn dựng phía sau đổ xuống, dây thép cứa ngang người một cô gái và cắt đôi cô ta. Julie, Novak và các cảnh sát khác cố gắng giải cứu mọi người. Novak nhảy lên chiếc mô tô nước, dùng súng tiêu diệt lũ cá và cứu được một số người. Todd lấy một chiếc ca nô rời đi, giữa đường chân vịt cuốn vào tóc của một cô gái. Mọi người xung quanh cố gắng trèo lên khiến chiếc ca nô bị lật.
Chiếc du thuyền vẫn chưa thoát được ra khỏi đám rêu. Derrick liên tục nhấn ga khiến nó chao đảo, mọi người mất thăng bằng. Bên dưới khoang, Kelly bảo Laura và Zane bám vào vật cố định và tránh xa mặt kính. Derrick tiếp tục tăng tốc, cuối cùng chiếc du thuyền cũng chuyển động nhưng nó lại đâm phải một tảng đá ngầm. Jake ngã về phía Danni, Kelly ngã ngửa đập đầu vào tủ và ngất xỉu. Chiếc du thuyền tiếp tục tiến về phía trước. Tấm kính phía dưới bị vỡ do đập vào khối đá khác. Do tác động của vụ va chạm, Derrick, Andrew và Crystal bị ngã xuống hồ. Nước tràn vào thuyền. Lũ cá piranha lao vào ăn thịt Crystal.
Phía trước thuyền, Jake cùng Danni lúc này mới định thần lại được và ngồi dậy. Jake nhìn xuống thấy một vũng máu. Crystal bị ăn thịt, Derrick nổi lên kêu cứu. Danni ở trên nghe thấy vội đưa tay xuống kéo anh ta lên nhưng vô vọng. Nước bắt đầu dâng cao vào thuyền kéo theo lũ cá vào trong, Laura và Zane vội chạy ra khỏi khoang. Jake chạy xuống xem và hỏi Kelly đâu. Nước tràn vào nhà bếp, Kelly lúc này mới tỉnh lại nhưng cô không thể chạy ra khỏi đó vì lũ cá đã bơi vào trong. Jake bảo Kelly tránh xa khỏi sàn tàu và sẽ tìm cách cứu cô. Cô đành ngồi tạm lên phía trên tủ. Ở trên boong, Danni lấy mái chèo đưa xuống cho Derrick. Anh bám vào, cô dùng hết sức kéo lên. Cô đánh bay những con cá đang bu quanh người anh. Lũ cá đã ăn một nửa người Derrick chỉ còn phần trên, từ phần bụng trở xuống chỉ còn xương, sau đó anh cũng chết.
Jake cố gắng cứu Kelly qua đường cửa sổ phía trên nhà bếp nhưng không được. Danni lấy chiếc khăn phủ lên xác Derrick. Ở khu vực vui chơi, lũ cá piranha đã biến ngày vui thành một thảm họa: xác người la liệt, những người còn sống sót cũng bị thương rất nặng. Fallon dùng shotgun liên tục bắn chết những con cá. Khi hết đạn, ông rút chân vịt của thuyền, dùng nó chiến đấu với lũ cá tử thần và ông cũng bị chúng ăn thịt. Trên chiếc thuyền phao, một người đồng đội của ông chứng kiến cảnh đó gào khóc trong vô vọng. Xác người chết nổi đầy trên mặt hồ, những người còn sống ở trên thuyền thì bị thương nghiêm trọng, cả khu vực biến thành 1 bể máu. Julie đang sơ cứu cho các nạn nhân thì nhận được điện thoại của Jake. Anh buộc phải nói ra sự thật rằng mình đã rời khỏi nhà và hiện tại đang ở khu vực hồ. Cô hỏi rằng Laura và Zane ở đâu, Jake đáp hai em ở trên thuyền với mình. Julie dặn dò tuyệt đối không được xuống nước. Jake nói rằng thuyền của mình đang chìm dần. Nghe xong, mặt Julie tái nhợt, bản năng tình mẫu tử trỗi dậy, cô vội chạy đến một chiếc ca nô. Novak cũng đi cùng để hỗ trợ.
Hai người tức tốc chạy tới chỗ Jake. Chiếc du thuyền đã chìm một nửa. Danni trông chừng Laura và Zane. Jake thấy mẹ đến vội ra hiệu. Nhận ra chiếc du thuyền bị kẹt vào đá ngầm, không thể qua đó trực tiếp, Julie ném dây thừng qua để Jake buộc vào tay vịn của du thuyền. Sau đó, cô đu qua. Lên được thuyền, Julie hỏi: "Mọi người đều ở trên thuyền chứ?". Laura nói rằng Kelly bị kẹt trong cabin. Julie gọi vào nhưng Kelly không thể với tới cửa sổ. Cô chạy xuống phía sau thì nước đã ngập, không đi vào được. Trong khoang thuyền, lũ cá bắt đầu nhảy lên tấn công. Kelly sợ hãi cố thủ và gọi Jake trong tuyệt vọng. Julie nói rằng chỉ có thể đi từ đáy thuyền lên và bảo Jake, Laura, Zane cùng Danni leo lên dây thừng.
Jake nói rằng không thể bỏ Kelly lại. Julie nói: "Khi đưa mọi người qua an toàn, mẹ sẽ quay lại cứu con bé". Jake không đồng ý, Julie đáp rằng cách duy nhất cứu Kelly là phải xuống nước và cô sẽ không để Jake làm thế. Jake cãi rằng Kelly lên thuyền là vì Jake, đây là lỗi của anh. Anh sẽ không đi nếu thiếu Kelly. Phía bên ca nô, Novak thông báo rằng dây thừng không giữ được lâu. Julie đành đồng ý và nói sẽ đưa Zane, Danni và Laura qua trước rồi quay lại. Cô quay sang nói với Danni: "Giữ hai đứa giữa chúng ta. Cô qua đó trước". Sau đó, cô đưa máy bộ đàm cho Jake. Bốn người bắt đầu đu trên sợi dây. Danni đi trước tới Laura, Zane và Julie. Trên đường đi, Julie liên tục trấn an tinh thần mọi người.
Bốn người cẩn thận từng bước một tiến về phía chiếc ca nô nơi Novak đang đợi sẵn. Do trọng lượng quá nặng, sợi dây thừng bắt đầu chùng xuống, lũ cá bắt đầu nhảy lên tấn công. Chúng cắn vào áo và tóc của Danni khiến cô đau đớn. Cô dừng lại để ngăn chúng. Trong lúc giãy giụa, cô bị tuột tay khỏi dây khiến cả người cô chạm xuống nước. Novak thấy thế hét lên: "Không, không!!!". Lũ cá tấn công mặt cô. Cuối cùng, Danni đã tuột tay cùng chân, rơi xuống nước và bị lũ cá tử thần ăn thịt. Jake và Novak đều tuyệt vọng vì không cứu được cô. Lúc này trên dây thừng, vì quá sợ sau khi chứng kiến cái chết của Danni, Laura không dám di chuyển. Julie trấn an hai con rằng nếu đi nhanh, lũ cá sẽ không bắt được. Nhận lời động viên của mẹ, Laura và Zane đi tiếp. Khi Laura đến được chiếc ca nô, tay vịn nơi buộc sợi dây bắt đầu tuột ốc vít do bị kéo căng quá lâu.
Khi hai chị em lên được ca nô thì tay vịn bung ra khiến dây chùng xuống, cả người Julie lao xuống nước khiến lũ cá giật mình. Tay vịn vướng vào lan can. Lũ cá tiến lại gần cô. Novak vội cho ca nô di chuyển để kéo căng sợi dây. Cuối cùng, Julie cũng qua được bên ca nô an toàn. Jake bảo Novak tắt động cơ. Anh tháo dây thừng, buộc quanh người mình và nói: ''Nếu lũ cá thích máu, chúng ta sẽ cho chúng". Anh tiến đến xác Derrick, vừa chạm vào thì tay của Derrick kéo Jake. Derrick nói những lời cuối cùng: "Ướt... áo... tôi" vừa nói vừa phun ra máu rồi chết hẳn. Lúc này trong cabin, Kelly dùng 1 cái chảo để đập lũ cá nhằm kéo dài thời gian.
Jake ném xác Derrick xuống hồ. Ngửi thấy mùi máu, lũ cá kéo nhau đến ăn xác Derrick. Jake nhẹ nhàng xuống nước, hít một hơi thật sâu rồi lặn xuống, tiến đến chỗ Kelly. Khi Jake ra hiệu qua bộ đàm, Novak cho ca nô phóng thật nhanh, kéo Jake và Kelly đến vùng nước an toàn. Trước đó, Jake đã châm sẵn và ném một quả pháo sáng vào những bình gas trong du thuyền, chiếc du thuyền nổ tung tạo ra một luồng sóng xung kích cực mạnh giết chết lũ cá. Nhìn xác của lũ cá nổi lềnh bềnh trên mặt hồ, mọi người trên ca nô vui mừng vì thoát nạn. Thế nhưng, vui chưa được bao lâu thì Julie bất ngờ nhận được cuộc gọi từ Carl, ông ta bàng hoàng nói rằng lũ cá piranha trong hồ Victoria thực ra chỉ là cá con chưa trưởng thành do cơ quan sinh dục của chúng vẫn chưa phát triển đầy đủ (ông ta khai thác được những thông tin này thông qua việc nghiên cứu con cá đang bị nhốt trong bể kính mà Julie và Novak bắt được từ trước). Novak tò mò hỏi: "Vậy, những con trưởng thành đâu?" Bất ngờ một con cá piranha khổng lồ nhảy lên tấn công Novak, nó kéo anh xuống nước và ăn thịt anh, đây là một con cá piranha đã trưởng thành.

## Diễn viên
- Elisabeth Shue vai Cảnh sát trưởng Julie Forester
- Steven R. McQueen vai Jake Forester
- Adam Scott vai Novak
- Jerry O'Connell vai Derrick Jones
- Jessica Szohr vai Kelly
- Kelly Brook vai Danni
- Riley Steele vai Crystal
- Ving Rhames vai Cảnh sát phó Fallon
- Dina Meyer vai Paula
- Christopher Lloyd vai Carl Goodman
- Richard Dreyfuss vai Matt Boyd
- Ricardo Chavira vai Sam
- Paul Scheer vai Andrew Cunningham
- Cody Longo vai Todd Dupree
- Sage Ryan vai Zane Forester
- Brooklynn Proulx vai Laura Forester
- Devra Korwin vai Bà Goodman